# 马家镇 (达州市)
马家镇，原为马家乡，是中华人民共和国四川省达州市达川区曾经下辖的一个镇。2019年12月，撤销马家镇，将其所属行政区域划归百节镇管辖。

## 行政区划
马家镇撤销前下辖以下地区：
街道社区、山青村、白马村、川主村、南新桥村、东会村、柳杨村、龙门村、关坪村、沙坝村和肖家村。